# Blidö
Blidö es el nombre que recibe una isla en el archipiélago de Estocolmo que constituye una parte de la municipio de Norrtälje en el país europeo de Suecia.
La isla se hizo conocida porque el periodista y escritor Ture Nerman fue propietario de una casa de verano en Blidö desde 1919 hasta 1969.